# Venus emergiendo de la ola
Venus saliendo de la ola o Venus emergiendo de la ola es una pintura de Gustave Moreau que terminó en 1866.

## Historia
Fue pintada en 1863, cuando se presentaron numerosas Venus en el Salón de ese año, incluyendo la famosísima El nacimiento de Venus de Cabanel. Por lo tanto, el tema estaba de moda. Sin embargo, la Venus de Moreau no se presentó en el Salón y fue Edipo y la Esfinge, presentada en el Salón siguiente, la que daría fama al pintor. Sin duda, fue a través de Eugène Lacheurié que Gustave Moreau conoció a Henri Desprez, quien trabajaba en seguros marítimos. Este último adquirió la pintura en abril de 1867 por 2 000 francos y estaba muy satisfecho con ella. Esta satisfacción perduró; aun en 1892, le escribe al artista: «Un admirador muy antiguo de su talento, que aún tiene ante sus ojos y lo disfruta, el nacimiento de Venus que usted tuvo la gentileza de hacerle, hace más de 25 años (en 1864)».
La obra figura en el catálogo de Baillehache con el número 42. Se vendió el 29 de mayo de 1913 en la galería Georges Petit y fue adquirida por el barón Robert de Rothschild por 60 000 francos. Tras su puesta a la venta el 21 de abril de 1971 por Sotheby's en Londres, fue adquirida por el Museo de Jerusalén el 21 de junio de 1991.

## Descripción
Moreau se aleja de las representaciones clásicas de la diosa, convirtiéndola en una figura más ambigua y enigmática. La luz suave y difusa filtrada a través del cielo nublado crea una atmósfera onírica y contrasta con los tonos más oscuros de las rocas y el agua, aportando profundidad. En el centro de la composición, Venus se yergue erguida y rígida, con un halo de rayos dorados y ambos brazos y manos cargados de algas, medio sentada sobre un gran delfín heráldico.  Esta centralidad no solo es geométrica, sino que también se caracteriza por la particular blancura de Venus, que la distingue del resto. Está flanqueada por una sirena y un tritón de perfil, en tonos más oscuros,   que la miran portando caracolas mientras con la diestra le ofrecen las joyas del mar, una perla ella y un coral rojo él.